# Parhelophilus obscurior
Parhelophilus obscurior är en tvåvingeart som beskrevs av Violovitsh 1960. Parhelophilus obscurior ingår i släktet strandblomflugor, och familjen blomflugor. Inga underarter finns listade i Catalogue of Life.